# Бондаренко Юрій Володимирович
Юрій Володимирович Бондаренко (нар. 14 січня 1972, Чернігів, УРСР) — радянський та український футболіст, півзахисник та нападник.

## Життєпис

### Початок кар'єри. «Десна» (Чернігів)
Вихованець чернігівської ДЮСШ, перший тренер — М. Чабайда. Дорослу футбольну кар'єру розпочав 1988 року в клубі другої радянської ліги «Десна». Після розпаду СРСР команда отримала право стартувати в Першій лізі України. В українських змаганнях дебютував 16 лютого 1992 року в програному (0:1) виїзному поєдинку 1/32 фіналу кубку України проти полтавської «Ворскли». Юрій вийшов на поле в стартовому складі та відіграв увесь матч. У Першій лізі України дебютував 28 березня 1992 року в переможному (2:0) домашньому поєдинку 4-го туру підгрупи 1 проти чортківського «Кристалу». Бондаренко вийшов на поле на 80-ій хвилині, замінивши Валентина Буглака. Першим м'ячем у Першій лізі України відзначився 10 червня 1992 року на 68-ій хвилині переможного (1:0) домашнього поєдинку 23-го туру підгрупи 1 проти черкаського «Дніпра». Юрій вийшов на поле в стартовому складі та відіграв увесь матч. 

### «Торпедо» (Запоріжжя) та ФК «Вінниця»
Наприкінці листопада 1993 року перебрався до «Торпедо». У футболці запорізького клубу дебютував 28 листопада 1993 року в переможному (1:0) домашньому поєдинку 17-го туру Вищої ліги України проти луганської «Зорі-МАЛС». Бондаренко вийшов на поле на 20-ій хвилині, замінивши Олександра Єсипова. Дебютним голом у футболці «топедівців» відзначився 22 квітня 1994 року на 65-ій хвилині програного (1:2) домашнього поєдинку 25-го туру проти запорізького «Металурга». Юрій вийшов на поле в стартовому складі та відіграв увесь матч. У команді провів три з половиною сезони, загалом у Вищій лізі зіграв 89 матчів (9 голів), ще 11 матчів (1 гол) провів у кубку України.
Напередодні старту сезону 1997/98 років став гравцем «Ниви». У футболці вінницького клубу дебютував 30 липня 1997 року в переможному (3:0) домашньому поєдинку 1-го туру Першої ліги України проти луганської «Зорі». Бондаренко вийшов на поле на 46-ій хвилині, замінивши Олександра Лактіонова, а на 53-ій хвилині відзначився дебютним голом за нову команду. Виступав за команду протягом трьох з половиною сезонів, за цей час у Першій лізі України зіграв 98 матчів (5 голів), ще 9 матчів (2 голи) провів у кубку України.

### «Поділля» (Хмельницький) та повернення в «Десну»
Напередодні старту сезону 2000/01 років перебрався в «Поділля». У футболці хмельницького клубу дебютував 20 серпня 2000 року в переможному (2:0) домашньому поєдинку 2-го туру групи Б Другної ліги України проти комсомольського «Гірник-Спорту». Бондаренко вийшов на поле в стартовому складі, а на 46-ій хвилині його замінив Віталій Ращик. Цей матч виявився єдиними для нападника у футболці «Поділля».
Під час зимової перерви сезони 2000/01 років повернувся до «Десни». У футболці чернігівського клубу дебютував 25 березня 2001 року в програному (0:2) виїзному поєдинку 15-го туру групи «В» Другої ліги України проти запорізького «СДЮШОР-Металург». Юрій вийшов на поле в стартовому складі, а на 63-ій хвилині його замінив Костянтин Позняк. Дебютним голом за «Десну» відзначився 19 травня 2001 року на 82-ій хвилині переможного (5:0) виїзного поєдинку 24-го туру групи Б Другої ліги України проти алчевської «Сталі-2». Бондаренко вийшов на поле в стартовому складі та відіграв увесь матч. У футболці чернігівського клубу виступав протягом півтора сезонів, за цей час у Другій лізі зіграв 46 матчів (2 голи), ще 1 поєдинок провів у кубку України.

### Завершення професіональної кар'єри
У 2002 році провів 3 поєдинки в аматорському чемпіонаті України за ФК «Ніжин». Після цього перейшов у «Сталь». У футболці дніпродзержинського клубу дебютував 8 вересня 2002 року в переможному (5:1) виїзному поєдинку 6-го туру групи «В» Другої ліги України проти донецького «Металурга-2». Юрій вийшов на поле в стартовому складі та відіграв увесь матч. У «Сталі» відіграв неповний сезон, за цей час у Другій лізі України провів 15 матчів. По завершенні сезону 2002/03 років закінчив кар'єру футболіста.

## Досягнення
«Десна» (Чернігів)
- Друга ліга України
  -  Срібний призер (1): 2000/01 (група В)